# Hải cẩu lông nâu
Hải cẩu lông nâu (danh pháp hai phần: Arctocephalus pusillus) là một loài động vật có vú trong họ Otariidae, bộ Ăn thịt. Loài này được Schreber mô tả năm 1775. Loài hải cẩu này sinh sống ở bờ biển nam - tây nam châu Phi và ven biển phía nam Australia. Có hai phân loài.

## Mô tả
Hải cẩu lông nâu là hải cẩu có lông lớn nhất và mạnh mẽ nhất. Nó có một cái đầu lớn và rộng với một mõm nhọn có thể dẹt hoặc hơi hếch. Chúng có vành tai bên ngoài (pinnae), râu của chúng (vibrissae) dài, và có thể mở rộng về phía sau quá vành tai ngoài, đặc biệt là ở con lớn trưởng thành. Chân chèo trước được bao bọc với lông thưa thớt hơn khoảng ba phần tư chiều dài của chúng. Chân chèo sau ngắn so với cơ thể lớn, với mũi ngón chân thịt ngắn. Kích thước và trọng lượng của hải cẩu lông nâu phụ thuộc vào phân loài. Phân loài Nam Phi là trung bình lớn hơn một chút so với phân loài Úc. Con đực của phân loài châu Phi (A. p. pusillus) có chiều dài trung bình 2,3 m (7,5 ft) và cân nặng từ 200–300 kg (440-660 lb). Con cái nhỏ hơn, trung bình 1,8 m (5,9 ft.) chiều dài và cân nặng trung bình 120 kg (260 lb). Con đực của phân loài Úc (A. p. doriferus) dài 2-2,2 m (6,6-7,2 ft) và cân nặng 190–280 kg (420-620 lb). Con cái có chiều dài 1,2-1,8 m (3,9-5,9 ft) và cân nặng 36–110 kg (79-240 lb).
Hải cẩu đực trưởng thành có màu xám sẫm đến nâu, với một bờm tối có lông ngắn và thô và bụng một sáng, trong khi con cái trưởng thành có màu nâu nhẹ đến màu xám, với một cổ sáng và lưng và bụng sẫm màu hơn. Các chân chèo trước có màu nâu đến đen. Hải cẩu con sinh ra có màu đen và rụng lông thành màu xám với một cổ họng nhạt trong vòng 3-5 tháng.

## Sinh học
Hải cẩu lông nâu sinh sống xung quanh bờ biển phía nam và tây nam của châu Phi từ Cape Cross ở Namibia và xung quanh Mũi Hảo Vọng đến Black Rocks gần Port Elizabeth ở tỉnh Đông Cape. Hải cẩu lông Úc sinh sống ở eo biển Bass, bốn hòn đảo ngoài Victoria ở đông nam Australia và năm hòn đảo ngoài khơi Tasmania. Hải cẩu lông nâu sinh sản trên các đảo đá, những gờ đá và rặng san hô và sỏi và các bãi biển có tảng đá. Tuy nhiên, một số quần thể lớn có thể được tìm thấy trên bãi biển cát. Hải dành thời gian nhiều nhất trong năm trên biển, nhưng không bao giờ quá xa đất liền. Chúng đã được ghi nhận ở cự ly 160 km từ đất liền, nhưng điều này không phải là phổ biến.
Chế độ ăn uống của các hải cẩu lông châu Phi gồm có cá 70%, mực 20% và cua 2%. Ngoài ra ăn là động vật giáp xác khác, cephalopoda và đôi khi các loài chim. Trong một số ít trường hợp được ghi chép chúng thậm chí tấn công và ăn cá mập. Một vụ việc gần đây đã xảy ra ngoài khơi Cape Point, Nam Phi, nơi con hải cẩu đực lớn đã được quan sát tấn công và giết chết năm con cá mập xanh dài giữa 1 và 1,4 mét. Các nhà quan sát kết luận rằng con hải cẩu có thể giết chết những con cá mập ăn thức ăn cá phong phú trong dạ dày cá mập cũng như gan của cá mập làm nguồn năng lượng, Hải cẩu nâu Úc chủ yếu là ăn mực, bạch tuộc, cá và tôm hùm. Chúng lặn bắt các loài làm thức ăn. Phân loài châu Phi có thể lặn sâu tới 204m và lâu đến 7,5 phút. Phân loài Úc thường ăn ở độ sâu thấp hơn, lặn trung bình 120m và có thể tiếp cận sâu tới 200m.

## Hình ảnh

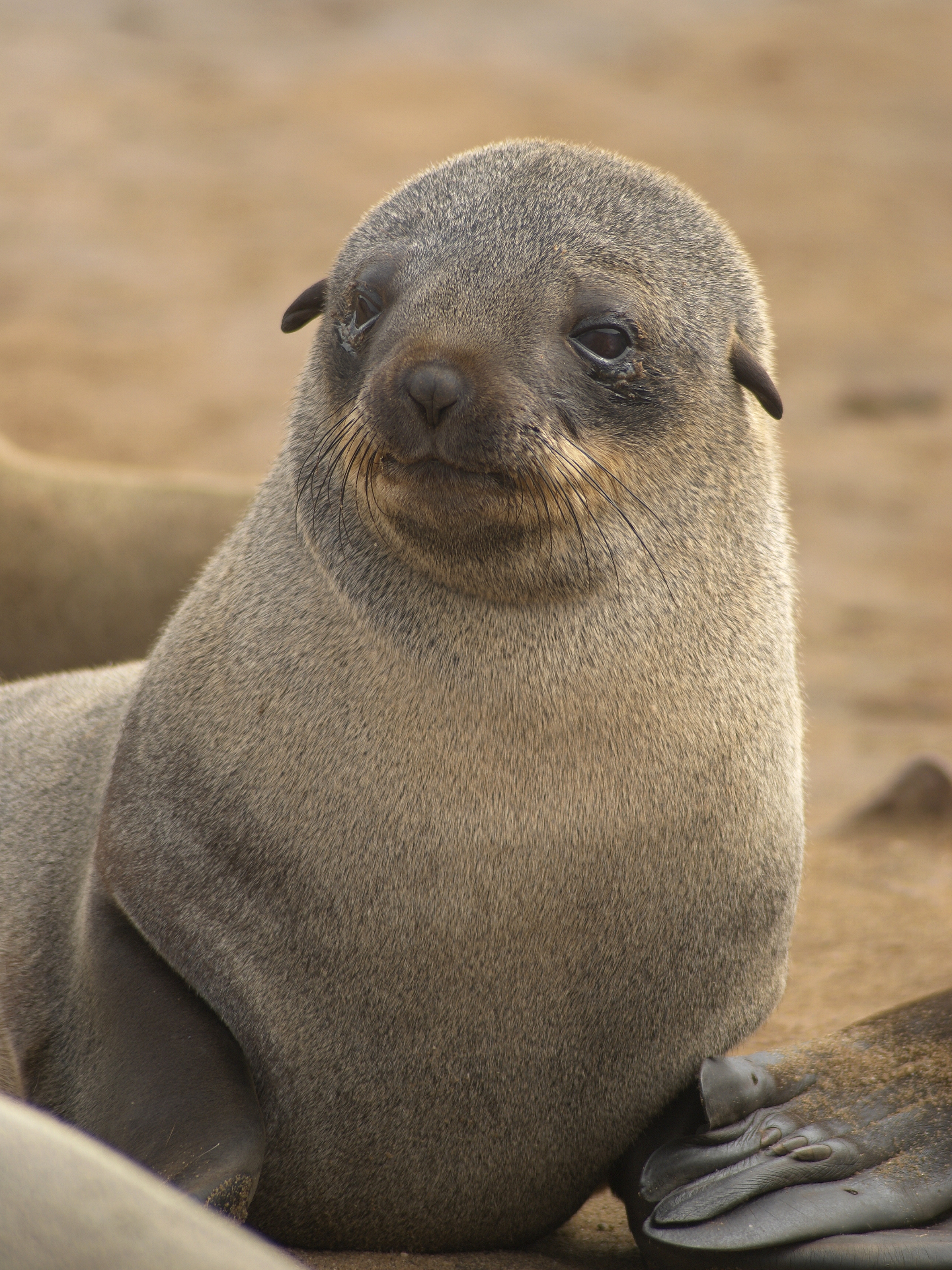
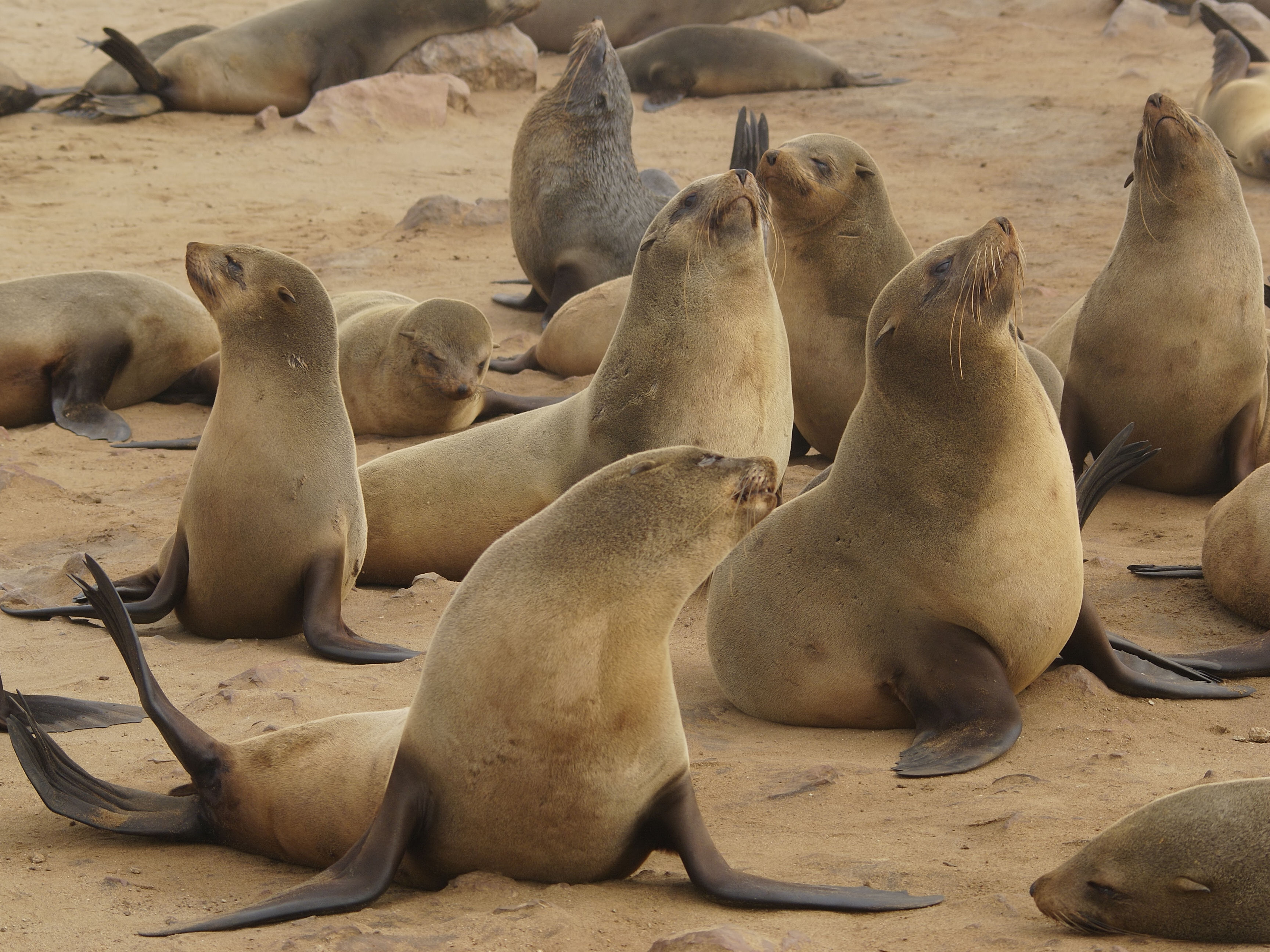
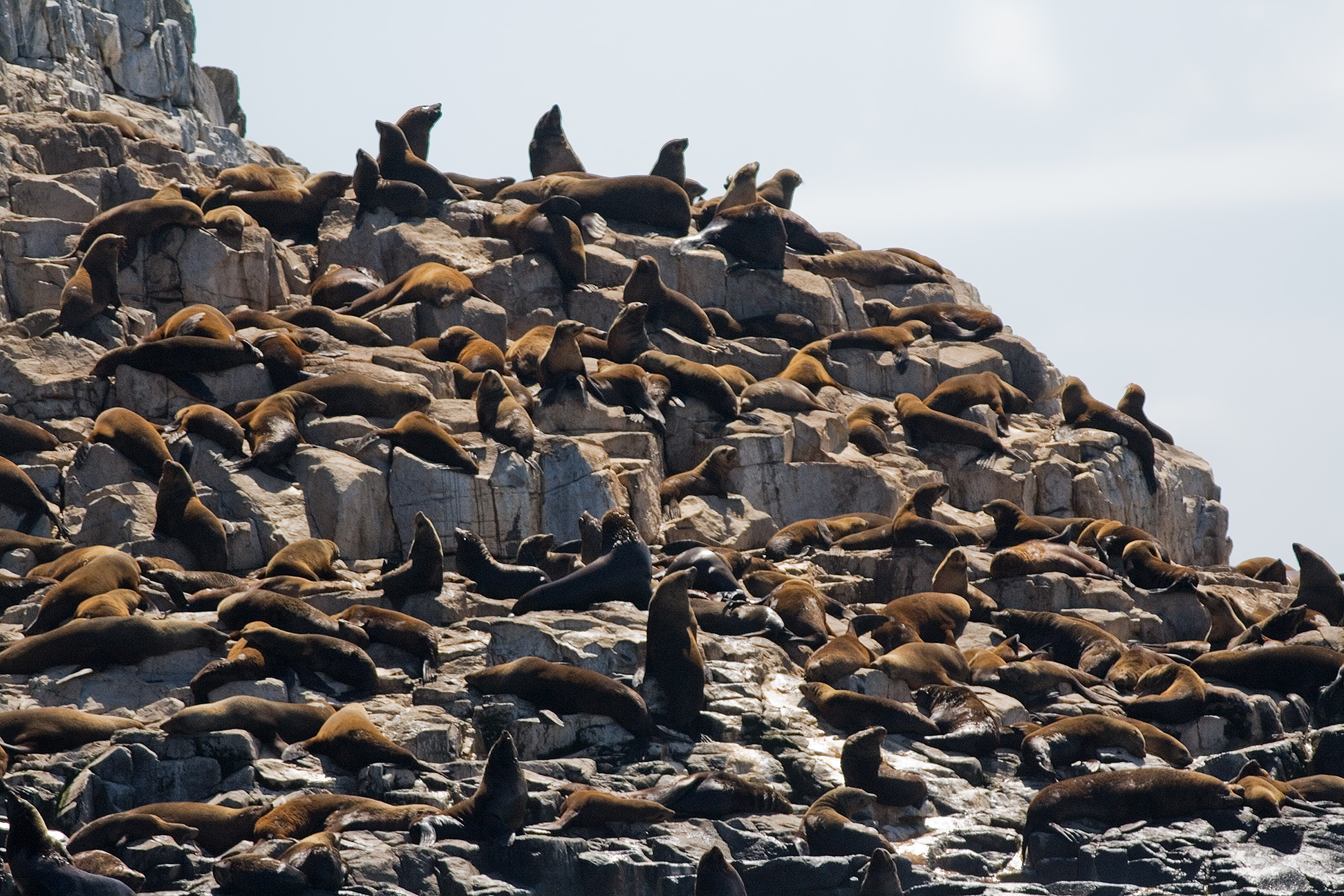
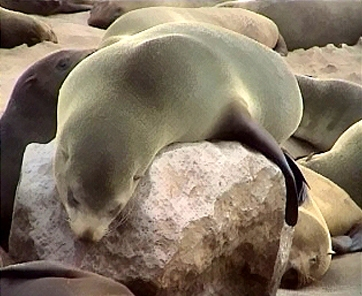